# Maria Anwander
Maria Anwander (* 1980 in Bregenz) ist eine österreichische zeitgenössische Künstlerin.

## Leben und Werk

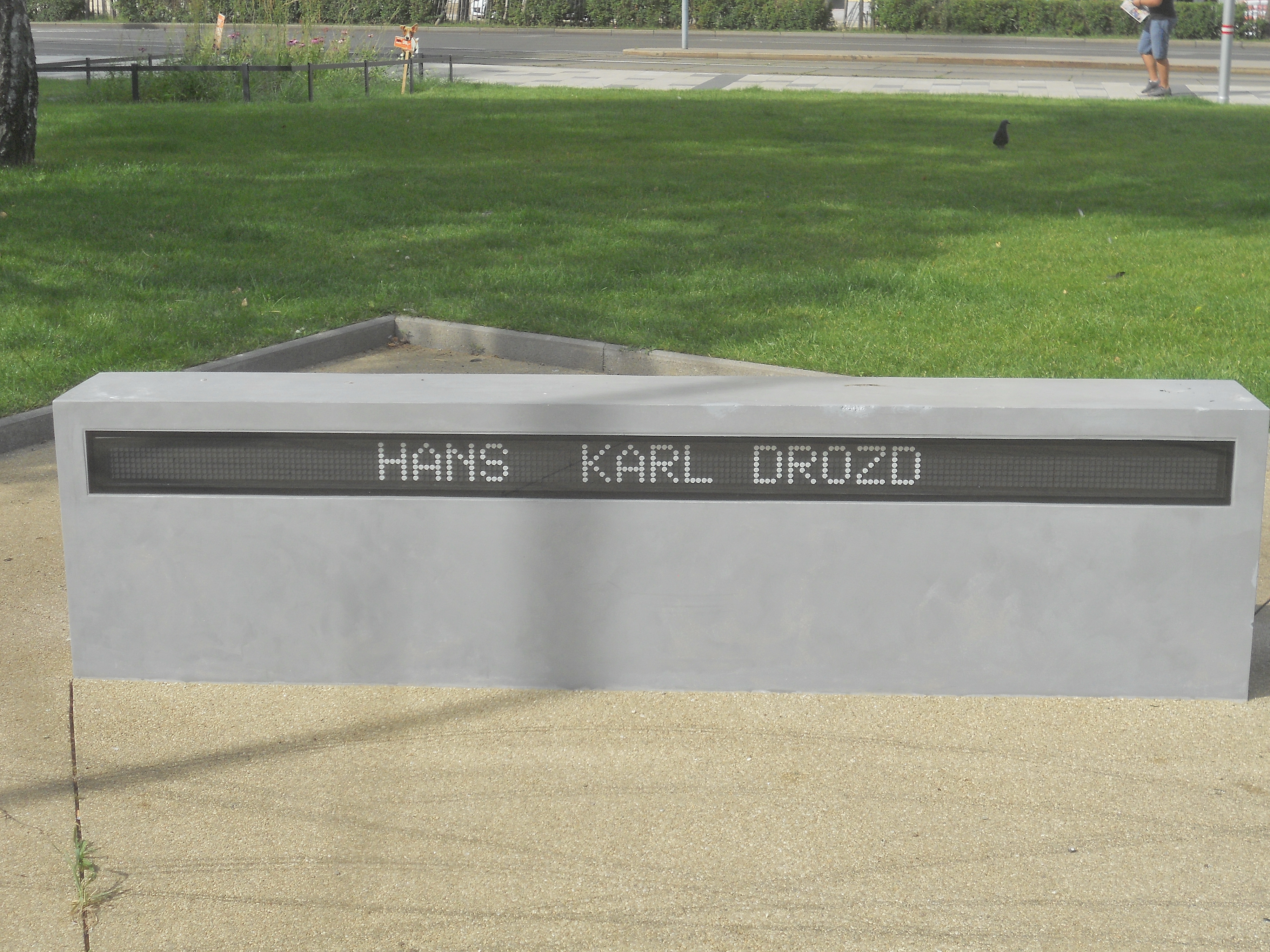
Bezirksgedenkstätte Hernals „Verfolgung, Widerstand und Freiheitskampf“

Maria Anwander studierte von 2003 bis 2008 Medienkunst und Bildhauerei an der Akademie der bildenden Künste Wien sowie Theater-, Film- und Medienwissenschaft an der Universität Wien.
Als konzeptuelle Künstlerin widmet sie sich Machtsystemen und spielt mit Regelverstössen im institutionalisierten Kunst- und Kulturbetrieb.
Anwander lebt in Berlin.

## Einzelausstellungen (Auswahl)
- 2009 My Most Favourite Art, Bilbao Arte Fundazioa, Bilbao
- 2011 The Invisible Kiss of the Thief, Kulturzentrum am Münster, Konstanz
- 2011 Von der Illusion von Kunst – Kulturredaktion Fernsehen oder: Was soll ich mit diesen Farbklecksen, ORF Funkhaus Dornbirn
- 2012 Analyzing, AC Institute, New York
- 2012 Been Present, Project Room Aquarium at Casino Luxembourg – Forum d’Art Contemporain, Luxemburg
- 2013 When emptiness wears a dot of true red, Luis Adelantado, Valencia
- 2014 In a Certain State of Uncertainty, Kunst Halle Sankt Gallen, St. Gallen
- 2014 out of context, Steve Turner Contemporary, Los Angeles
- 2016 Game Over, Arratia Beer, Berlin
- 2018 ™π%øO5¬«¡º¬…, Kunstverein Friedrichshafen
- 2019 United, WUK, Wien
- 2019 work in progress, Magazin 4, Bregenz

## Ausstellungen (Auswahl)
- 2018 Heimspiel, Kunstmuseum St. Gallen
- 2018 Raymond, Partnerprojekt der Manifesta 12, Palermo
- 2017 Lokale Gruppe, Kunsthalle Darmstadt
- 2017 ba ≠ b+a, MUSA, Wien
- 2016 Contemporaneity & Crisis, Museum of Contemporary Art of Vojvodina, Novi Sad
- 2016 Alle Achtung!, ACC Galerie, Weimar
- 2016 Just Exploiting Another Creative Crisis, Kunstverein das weisse haus, Wien
- 2015 ArtLine, Palazzo Reale, Mailand
- 2015 We gave our best...., Austrian Cultural Forum, Washington D.C.
- 2015 Mainzer Ansichten, Kunsthalle Mainz
- 2015 More Konzeption Conception Now, Museum Morsbroich, Leverkusen
- 2015 Heimspiel, Kunstmuseum Liechtenstein
- 2014 In between the Borders of Now, Karlin Studios, Prag
- 2013 Mum, I just really need to focus on my art right now, Galeria Miejska Arsenał, Posen
- 2013 Impossibility vs. Self-Censorship, Matadero Madrid
- 2012 Los irrespetuosos / The Disrespectful / Die Respektlosen, Museo de Arte Carrillo Gil, Mexiko-Stadt
- 2011 Facing Kremlin, 4th Moscow Biennale of Contemporary Art, Moskau
- 2011 METAmART – Art and Capital, Künstlerhaus Wien
- 2010 Is there any Hope for an Optimistic Art?, Moscow Museum of Modern Art, Moskau
- 2010 Quasi dasselbe...? Dikurse mit poetischer Funktion, Kunstpavillon – Tiroler Künstlerschaft, Innsbruck
- 2009, Portrait, Künstlerhaus im Palais Thurn und Taxis, Bregenz
- 2008 Am Sprung, OK-Centrum, Linz
- 2007 Intervention, Fieldgate Gallery, London

## Auszeichnungen
- 2008 Austauschstipendium zwischen BilbaoArte – Center for Contemporary Art und dem Kunsthaus Bregenz
- 2008 Pfann-Ohmann-Group-Award, Wien
- 2010 Alexander Reznikov Award, Wien
- 2010 Harlem Studio Fellowship by Montrasioarte, New York
- 2011 Startstipendium des bm:ukk – Bundesministerium für Unterricht, Kunst und Kultur
- 2012 Hospiz Kunstpreis, St. Christoph am Arlberg
- 2012 Residenzstipendium des Casino Luxembourg - Forum d’Art Contemporain
- 2013 Kunstpreis der Darmstädter Sezession
- 2013 Vordemberge-Gildewart-Stipendium
- 2015 Internationaler Kunstpreis des Landes Vorarlberg[1]
- 2015 Atelierstipendium Cité Internationale des Arts Paris, Bundeskanzleramtes für Kunst und Kultur
- 2015 Nominierung Berlin Art Prize
- 2017 Dorothea-Erxleben-Stipendium, HBK Braunschweig
- 2019 Kardinal-König-Kunstpreis, Nominierung, St. Virgil, Salzburg
- 2019 Förderpreis der Klocker Stiftung

## Werke in öffentlichen Sammlungen
- Kunstmuseum St. Gallen
- 21er Haus – Artothek des Bundes, Wien
- Mudam – Musée d’Art Moderne Grand-Duc Jean, Luxemburg
- KUB – Kunsthaus Bregenz
- Kunstmuseum Liechtenstein, Vaduz
- MUSA – Museum auf Abruf – Sammlung der Stadt Wien
- Illwerke Sammlung
- Fundación Bilbao Arte
- Gemeinde Lustenau
- Vorarlberg Museum
- Kunstsammlung der Landeshauptstadt Bregenz